# 福斯特·甘布爾
福斯特·甘布爾（英語：Foster Gamble，1948年—）是美國紀錄片製片人，代表作品為《興盛》（2011年）。

## 生平
福斯特·甘布爾是寶潔公司創始人詹姆斯·甘布爾的後代。
畢業於喬特羅斯瑪麗中學和普林斯頓大學。大學畢業後，甘布爾從祖父母那裡繼承了一筆可觀的資金。1997年，他與他人共同成立了名為「紅杉座談會」（Sequoia Symposium）的智庫，主要探討統一場論。此外甘布爾還成立了MindCenter公司和Interaction Dynamics。
2011年，甘布爾推出了紀錄片《興盛》（Thrive），片中談及了金融菁英意圖控制全球的陰謀論、環面、自由能源和麥田圈等主題，採訪對象包括艾米·古德曼、芭芭拉·馬克斯·胡巴德、約翰·羅賓斯、布萊恩·歐萊瑞、狄巴克·喬布拉、保羅·霍肯、范達娜·席娃、G·愛德華·格里芬、大卫·沃恩·艾克、史蒂芬·格里爾、凱薩琳·奧斯汀·費茲等各界人物。影片上映後，包括羅賓斯、喬布拉和古德曼在內的十名受訪者在2012年4月簽署了一封公開信，表示不認同片中的某些內容。目前《興盛》在網路上的瀏覽次數已超過700萬。

## 家庭
福斯特的妻子金伯利·卡特·甘布爾（Kimberly Carter-Gamble）是一名社會運動者和前記者，在1960年代時就讀加州大學柏克萊分校。1994年，她在聖塔克魯茲創立了幫助懸崖學生的組織「Above the Line」。

## 外部連結
- 福斯特·甘布爾的X（前Twitter）  （英文）
- 福斯特·甘布爾在互联网电影资料库（IMDb）上的資料（英文）
- 興盛紀錄片官網 （页面存档备份，存于） （英文）